# Гурна-Воля (Лодзинське воєводство)
Гурна-Воля (пол. Górna Wola) — село в Польщі, у гміні Шадек Здунськовольського повіту Лодзинського воєводства.
Населення — 85 осіб (2011).
У 1975-1998 роках село належало до Серадзького воєводства.

## Демографія
Демографічна структура станом на 31 березня 2011 року:
|          | Загалом | Допрацездатний вік | Працездатний вік | Постпрацездатний вік |
| -------- | ------- | ------------------ | ---------------- | -------------------- |
| Чоловіки | 39      | 7                  | 25               | 7                    |
| Жінки    | 46      | 3                  | 30               | 13                   |
| Разом    | 85      | 10                 | 55               | 20                   |